# الدوري الأردني 1983
إحصائيات الدوري الأردني في موسم 1983.

## نظرة عامة
فاز النادي الفيصلي بالبطولة.

## وصلات خارجية
- موقع الاتحاد الأردني لكرة القدم